# Celep (Sidoarjo)
Celep is een bestuurslaag in het regentschap Sidoarjo van de provincie Oost-Java, Indonesië. Celep telt 5469 inwoners (volkstelling 2010).